# Xã Meadow, Quận Wadena, Minnesota
Xã Meadow (tiếng Anh: Meadow Township) là một xã thuộc quận Wadena, tiểu bang Minnesota, Hoa Kỳ. Năm 2010, dân số của xã này là 217 người.